# Ross Marquand
Ross Marquand (Fort Collins,  22 de agosto de 1981) é um ator norte-americano de cinema, teatro e televisão. É mais conhecido por sua participação como Aaron, na série dramática do canal AMC The Walking Dead e por interpretar o vilão Caveira Vermelha no filme Vingadores: Guerra Infinita.

## Vida pessoal
Ross nasceu em Fort Collins e começou a atuar aos 9 anos, em uma pequena peça na igreja onde era coroinha. Foi escoteiro e logo começou a participar de várias peças na escola, até ingressar na Universidade do Colorado em Boulder para estudar Drama. Participou de várias peças de teatro, como To Kill a Mockingbird, The Passion of Dracula, e The Cherry Orchard e obteve seu bacharelado em arte e teatro.

## Carreira
Logo depois de se formar, Ross mudou-se para Los Angeles, participando de filmes e séries de televisão, como em Mad Men.
Seu papel mais conhecido é como Aaron, de The Walking Dead, morador de Alexandria, responsável por levar o grupo de Rick Grimes para o assentamento. É o primeiro personagem masculino gay da série.
Como dublador e narrador, Ross já emprestou sua voz para produções como Phineas and Ferb, Conan e para jogos como Battlefield Hardline.
Ele também interpretou o Caveira Vermelha em Avengers: Infinity War, substituindo Hugo Weaving.

## Filmografia

### Filme
| Ano  | Título                                               | Papel               | Notas    |
| ---- | ---------------------------------------------------- | ------------------- | -------- |
| 2006 | Love Sick                                            |                     | Curta    |
| 2007 | Saturday Night Special                               | Aaron Nash          | Curta    |
| 2007 | The Deadening                                        | Newscaster          | Curta    |
| 2008 | There Will Be Bud                                    | Daniel Puffington   |          |
| 2008 | Sex & Los Angeles                                    | Detetive            |          |
| 2008 | Kate Wakes                                           | vizinho             |          |
| 2009 | A Lonely Place for Dying                             | Nikolai Dzerzhinsky | Produtor |
| 2009 | The Inappropriate Behavior of Our Alleged Loved Ones | Eric                |          |
| 2010 | Happily After                                        | Tristan             |          |
| 2010 | Woodshop                                             | Gary                |          |
| 2010 | Slings and Arrows                                    | Charley             |          |
| 2011 | The Congregation                                     | John Christner      |          |
| 2012 | Eden                                                 | Max                 |          |
| 2012 | Sabbatical                                           |                     | Curta    |
| 2012 | Broken Roads                                         | David Warwick       |          |
| 2013 | Down and Dangerous                                   | Henry Langlois      |          |
| 2013 | Christmas Party Conversations: Part I                | Angry Young Dad     | Curta    |
| 2013 | The Program                                          | Michael             | Curta    |
| 2014 | Amira & Sam                                          | Greg                |          |
| 2014 | Camera Trap                                          | Jack                |          |
| 2015 | Une Libération                                       | Jean                |          |
| 2015 | Spare Change                                         | Mr. Hartman         |          |
| 2016 | Sheep and Wolves                                     | Ziko                | Voz      |
| 2018 | Avengers: Infinity War                               | Caveira Vermelha    |          |
| 2019 | Avengers: Endgame                                    | Caveira Vermelha    |          |

### Televisão
| Ano     | Título              | Papel                                 | Notas                                                  |
| ------- | ------------------- | ------------------------------------- | ------------------------------------------------------ |
| 2006    | LA Forensics        | FBI Agent                             | 1ª Temporada, Episódio 15: "Under the Rug"             |
| 2009    | I <3 Vampires       | Siona's Publicist                     | 5 episódios                                            |
| 2012    | The Flipside        | Actor                                 | 1ª Temporada, Episódio 4: "Second Chance"              |
| 2013    | Mad Men             | Paul Newman                           | ator convidado; 6ª Temporada, Episódio 5: "The Flood"  |
| 2013–14 | Conan               | Christopher Walken / James Gandolfini | Voz                                                    |
| 2014    | Phineas and Ferb    | Han Solo                              | Voz; Episódio: "Star Wars"                             |
| 2014    | The Impression Guys | Ross Marvin                           | Protagonista                                           |
| 2015–22 | The Walking Dead    | Aaron                                 | (5ª Temporada - presente)                              |
| 2015–16 | Talking Dead        | Ele Mesmo                             | 2 episódios                                            |
| 2016    | Deadbeat            | Hugh Janus                            | 3ª Temporada, Episódio 8: "The Duchess of Stourbridge" |

### Video game
| Ano  | Título                        | Papel    | Notas |
| ---- | ----------------------------- | -------- | ----- |
| 2015 | Battlefield Hardline          | Ator     | Voz   |
| 2016 | Star Wars: Trials on Tatooine | Han Solo | Voz   |

## Links
- «Sítio oficial»
- Ross Marquand. no IMDb.